# Torey DeFalco
Torey DeFalco est un joueur américain de volley-ball né le 10 avril 1997 dans le Missouri. Il a remporté avec l'équipe des États-Unis la médaille de bronze du tournoi masculin aux Jeux olympiques d'été de 2024, organisés à Paris.